# El gran McGinty
El gran McGinty (títol original en anglès The Great McGinty) és una pel·lícula estatunidenca dirigida per Preston Sturges i estrenada l'any 1940.	

## Argument
Durant la Gran Depressió, un vagabund és reclutat per l'aparell polític de la seva ciutat per ajudar a realitzar un frau electoral.

## Repartiment
- Brian Donlevy: Daniel McGinty
- Muriel Angelus: Catherine McGinty
- Akim Tamiroff: El cap
- Allyn Joslyn: George
- William Demarest: El polític
- Louis Jean Heydt: Tommy Thompson
- Harry Rosenthal: Louie
- Arthur Hoyt: Mayor Wilfred T. Tillinghast
- Libby Taylor: Bessy
- Thurston Hall: Mr. Maxwell
- Steffi Duna: La ballarina